# Arvid Horn
Arvid Bernhard Horn (ur. 6 kwietnia 1664 w Vuorentaka, zm. 17 kwietnia 1742 w Ekebyholm) – polityk i hrabia szwedzki. Był jednym z liderów stronnictwa nazywanego popularnie „partią czapek”.
Arvid Horn urodził się w Finlandii w ubogiej rodzinie szlacheckiej.

## Życiorys

### Żołnierz i dyplomata
Po skończeniu studiów w Turku, wstąpił do szwedzkiej armii i służył przez kilka lat w Holandii i na Węgrzech pod komendą księcia Eugeniusza Sabaudzkiego oraz we Flandrii pod dowództwem księcia Waldeck (1690-1695). Był wysoko ceniony przez młodego Karola XII i był jednym z jego najlepszych generałów w początkowej części wielkiej wojny północnej. W 1704 r. powierzono mu pierwszą dyplomatyczną misję – detronizację Augusta II Mocnego z polskiego tronu i elekcję Stanisława Leszczyńskiego. Z misji wywiązał się z nadzwyczajną zręcznością połączoną z absolutnym brakiem skrupułów. Wkrótce potem został oblężony przez Augusta w Warszawie i zmuszony do kapitulacji.

### Polityk
W 1705 r. został członkiem Rady Królewskiej, w 1706 r. hrabią, a w 1707 r. wychowawcą siostrzeńca Karola XII, młodego księcia Karola Fryderyka z domu Holstein-Gottorp. W 1710 zastąpił Nilsa Gyldenstolpe na stanowisku przewodniczącego Rady Królewskiej. Przesunięty do centrum administracji państwowej, miał wystarczającą możliwość ogarnięcia całej sytuacji królestwa i na skutek swoich protestów w konsekwencji błyskawicznie stracił łaskę króla Karola XII. Zarówno w 1710, jak i w 1713 Horn zwoływał Riksdag, lecz gdy w 1714 sejm przyjął antymonarchiczny kierunek, wówczas uroczyście ostrzegł parlament i w końcu rozwiązał go. W późniejszych latach panowania Karola XII Horn niewiele miał do zrobienia w sprawach administracji. Po śmierci Karola XII w 1718 Horn przekonał księżniczkę Ulrykę Eleonorę, aby wyrzekła się swych dziedzicznych pretensji. Zaproponował, by została elekcyjną królową Szwecji. W późniejszym czasie protestował przeciwko autokratycznemu postępowaniu królowej rezygnując z członkostwa w Radzie Królewskiej.

### Pierwszy Minister
W 1720 został wybrany landmarszałkiem szwedzkiego parlamentu (lantmarskalk) i brał udział w skłonieniu królowej Ulryki Eleonory do abdykacji, by na jej miejsce dokonać elekcji jej męża Fryderyka Heskiego na króla Szwecji. Pierwszą decyzją nowego króla Fryderyka I było przywrócenie jego członkostwa w Radzie Królewskiej oraz stanowiska Przewodniczącego Kancelarii Królewskiej, czyli stanowiska Pierwszego Ministra. Przez następne 18 lat całkowicie kontrolował zarówno politykę zagraniczną Szwecji, jak i wewnętrzną, tak że okres 1720-1738 bywa nazywany w historii Szwecji okresem Horna. Jego zasługi dla kraju były rzeczywiście nie do oszacowania. Silną ręką tłumił konflikty parlamentarne w sprawie wysokości podatków. Dzięki jego przezornej trosce Szwecja stosunkowo szybko wydostała się z fatalnego stanu, do którego doprowadziły ją wojny Karola XII.
W swojej polityce zagranicznej Horn był wyjątkowo przezorny i ostrożny, ale i bezkompromisowy gdy chodziło o niezależność i szacunek dla ojczyzny.
Był jednak promotorem nowej reguły w administracji, która później okazała się bardzo niebezpieczna dla Szwecji, gdy nastąpili po nim ministrowie mniej zdolni od niego. Było to zwiększenie wpływu sejmu i jego tajnych komisji w rozwiązywaniu czysto dyplomatycznych kwestii, które powinny pozostać całkowicie w gestii władzy wykonawczej, i to właśnie osłabiło władzę centralną i jednocześnie ułatwiło wtrącanie się zagranicznych mocarstw w sprawy wewnętrzne Szwecji.
Do roku 1731 nie było przeciwko Hornowi opozycji w sejmie. Horn, urażony narastającym chłodem króla, złożył swoją rezygnację, która jednak nie została przyjęta.
Jednak w 1734 opozycja była na tyle śmiała, by potępić jego politykę neutralności w polskiej wojnie sukcesyjnej, gdy Stanisław Leszczyński znów pojawił się na scenie jako kandydat na polski tron; jednak Horn wciąż był dość potężny, by zapobiec konfliktowi z Rosją.
Odtąd był zajadle i niesprawiedliwie oskarżany o brak patriotyzmu, a w 1738 został zmuszony do odejścia z życia publicznego w wyniku gwałtownego ataku zwycięskiej młodej partii kapeluszy (Hattpartiet).
Resztę życia spędził w swym majątku koło Ekebyholm, gdzie zmarł 17 kwietnia 1742.
Horn pod wieloma względami przypominał współczesnego sobie pierwszego ministra Wielkiej Brytanii Roberta Walpole’a. Szczególna sytuacja Szwecji oraz warunki tego okresu czyniły jego politykę z konieczności koniunkturalną, ale był to koniunkturalizm oparty na doskonałym zdrowym rozsądku.